# Muzeum Ziemi Buskiej w Busku-Zdroju
Muzeum Ziemi Buskiej w Busku-Zdroju – muzeum położone w Busku-Zdroju. Placówka powstała z inicjatywy Społecznego Komitetu Organizacji Muzeum Ziemi Buskiej w 1990 roku. Jej siedzibą jest odrestaurowana, przedwojenna willa "Polonia", w której podczas II wojny światowej mieścił się niemiecki sąd doraźny oraz siedziba policji bezpieczeństwa. Oprócz muzeum w budynku mieści się Galeria Sztuki „Zielona”. 
Na zbiory muzeum składają się wystawy poświęcone historii Buska i okolic: począwszy od ekspozycji archeologicznych, skończywszy na okresie II wojny światowej i zbiorach poświęconych więźniom niemieckich obozów koncentracyjnych i sowieckich łagrów. Ponadto w placówce znajduje się zbiór pamiątek związanych z wybitnymi postaciami związanymi z miastem: Krystyną Jamroz, Wojciechem Belonem i Markiem Sikorą.
Muzeum jest obiektem całorocznym, czynnym od wtorku do piątku.